# Helen Donath
Helen Jeanette Donath (Corpus Christi, Texas; 10 de julio de 1940) es una soprano lírica estadounidense de ascendencia armenio-sirio-libanesa destacada en óperas, oratorios y canciones de Mozart, Bach, Richard Strauss, Schubert y Schumann por su timbre límpido y facilidad en el registro agudo en roles como Pamina, Sophie, Susanna, Annchen y Gretel.

## Biografía
Su apellido natal es Erwin. Su madre, aficionada a la ópera y al musical, la llamó Jeanette como segundo nombre en homenaje a Jeanette MacDonald. La película El gran Caruso (sobre la vida de Enrico Caruso) con Mario Lanza influyó en su vocación de cantante. 
Estudió en el Del Mar College (Corpus Christi) y luego con Paola Novikova en Nueva York —también maestra de Nicolai Gedda— donde debutó en concierto en 1958.
A principios de la década de 1960 se estableció en Alemania, primero en Colonia —donde debutó en 1961 como Wellgunde en El oro del Rin— y luego en la Ópera de Hannover donde conoció a su esposo, el pianista y director de orquesta alemán Klaus Donath. 
En 1966 debutó en la Bayerische Staatsoper de Múnich y en 1967, cantó Pamina en La flauta mágica de Mozart en el Festival de Salzburgo iniciando una larga asociación con el festival hasta 2006 donde cantó la criada Despina en Cosi fan tutte. 
Su previsto debut americano operístico en el Metropolitan Opera en 1968 fue cancelado por su embarazo y su debut en esa casa de ópera se produjo en 1991 como Marzelline en Fidelio y Susanna en Las bodas de Fígaro, junto a Samuel Ramey, Kiri Te Kanawa y Frederica von Stade en la producción de Jean Pierre Ponnelle. Regresó en las temporadas 1993 y 1994 como Sophie y la Condesa Almaviva.
Cantó Anne Trulove en The Rake's Progress de Ígor Stravinsky en Covent Garden en 1979 y en la Lyric Opera of Chicago en 1974 y en 1971 cantó Sofia de Der Rosenkavalier en la San Francisco Opera. 
Ha cantado entre otras casas líricas en La Scala (debut como Micaela en 1972), Ópera Estatal de Viena, Covent Garden, Semperoper, el Bolshoi de Moscú, Liceo de Barcelona, Ópera del Estado de Hamburgo, Ópera Alemana de Berlín, Royal Festival Hall, Tokio, Festival de Edimburgo, París, Florencia, Bolonia, la Ópera de Houston, Dallas Opera, San Diego, Detroit Opera, Seattle Opera House, Atlanta, Florida Grand Opera (donde cantó Despina, Condesa Almaviva, Rosalinda, la Governanta), Washington, Honolulu y la Ópera de Los Ángeles donde cantó en 1993 The Turn of the Screw.
Ha destacado en roles de soprano lírica como Melisande en Pelléas et Mélisande de Debussy, Susanna, la Condesa Almaviva, Zerlina, Ilia (Mozart), Mimi, Liú y Lauretta de Puccini, Nannetta en Falstaff y Oscar de Un ballo in maschera de Verdi, Sancta Susanna de Hindemith, Frau Flot en Las alegres comadres de Windsor, Gretel en Hansel y Gretel, Annchen y luego Agathe en Der Freischutz, Zdenka en Arabella, Marzellina en Fidelio, Giuditta de Franz Lehár, Antonia en Los cuentos de Hoffmann, Julieta de Boris Blacher y de Bohuslav Martinu, Branghien en Le vin herbé de Frank Martin y Jeanne en Die Verlobung von Santo Domingo de Werner Egk en teatro y televisión.
En la madurez de su dilatada carrera abordó roles de mayor envergadura con notable suceso: La Mariscala de El caballero de la rosa, Elisabeth de Tannhäuser, Agata de Der Freischütz, la Condesa de Las bodas de Fígaro, Desdémona en Otello, Eva en Los maestros cantores de Nuremberg en Dresde, la gobernanta en The Turn of the Screw de Britten y Rosalinda en Die Fledermaus de Johann Strauss.
Es distinguida recitalista en oratorios y Lieder de Schubert —particularmente El pastor en la roca—, Hugo Wolf, Mendelsohn, Haydn, Schumann, Brahms, Mahler —canciones y solos de las sinfonías 2 y 4—, Max Reger, Strauss, Hans Pfitzner, Karl Amadeus Hartmann, Astor Piazzolla, Herbert Blendinger, David diChiera, Harold Arlen y también en canciones populares de musicales y opereta.
Particularmente asociada con obras de Bach, Mozart, Haydn, Schumann y Richard Strauss, ha sido requerida por directores como Karl Richter, Wolfgang Sawallisch, Rafael Kubelík, Antal Doráti, Leonard Bernstein, Georg Solti —con quien grabó el papel de Sophie de El caballero de la rosa junto a Régine Crespin, Yvonne Minton y Luciano Pavarotti— Giuseppe Patané, Daniel Barenboim, Nikolaus Harnoncourt, Neville Marriner, Rafael Frühbeck de Burgos (con quien grabó La creación de Haydn), Helmuth Rilling, Colin Davis, Eugen Jochum, Riccardo Muti, Zubin Mehta, Christian Thielemann y con Herbert von Karajan grabó el papel de Eva en Los maestros cantores de Núremberg con Theo Adam y René Kollo y El oro del Rhin junto a Dietrich Fischer-Dieskau. También bajo su dirección cantó la Misa de Coronación de Mozart en la Ciudad del Vaticano en 1967.
Su vasta discografía excede los 100 títulos.
La familia Donath vive en las cercanías de Hannover, Alemania.
Su hijo Alexander Donath se dedica a la dirección de escena.

## Premios y honores
- 2005 - Verdienstkreuz I. Klasse des Niedersächsischen Verdienstordens (Cruz al Mérito alemana)
- 1990 - Premio de la Cultura por el Estado de Baja Sajonia (Niedersächsischer Staatspreis)
- 1990 - Kammersängerin (Cantante de la Corte), concedida por el Estado de Baviera, máxima distinción otorgada a un cantante en Alemania.
- 2000 - Doctorado honoris causa por la Universidad de Miami
- 1967 - Medalla Papal

## Discografía principal
- Bach: Christmas Oratorio / Schreier
- Bach: Cantatas BWV 119-121 / Rilling
- Bach: Easter Cantatas / Rilling
- Bach: Magnificat / Gönnenwein
- Bach: Matthaus-Passion / K.Richter (DVD)
- Bach: Johannes-Passion / K.Richter (DVD)
- Beethoven: Fidelio / Leonard Bernstein
- Beethoven: Fidelio / Karajan
- Beethoven: Missa Solemnis / Kubelik
- Beethoven: Symphony n.º 9 / Celibidache
- Beethoven: Symphony N.º 9 / Kubelik
- Bizet: Carmen / Lorin Maazel
- Debussy: Pelleas et Melisande / Kubelik
- Flotow: Alessandra Stradella; Lortzing/ Wallberg, Schartner
- Gluck: Orfeo y Euridice / Solti
- Handel: Messiah / Richter
- Haydn: La vera constanza / Dorati
- Haydn: Die Schöpfung, Die Jahreszeiten / Koch
- Haydn: Die Schöpfung / Frühbeck de Burgos
- Humperdinck: Hänsel und Gretel / Eichhorn
- Humperdinck: Königskinder / Wallberg
- Lehár: Das Land Des Lächelns / Boskovsky
- Mahler - Symphonie n.º 4 / Inbal
- Monteverdi: L'incoronazione di Poppea / Harnoncourt CD
- Mozart: Così fan tutte / Honeck (DVD)
- Mozart: Mass in C minor, Mass in C major, Requiem / C.Davis
- Mozart: Die Zauberflöte / Suitner
- Mozart: Don Giovanni / Barenboim
- Mozart: La finta semplice / Hager
- Mozart: Le nozze di Figaro / C.Davis
- Mozart: Lucio Silla / Hager
- Mozart: Unknown Arias For Soprano / Donath
- Nicolai: Die Lustigen Weiber Von Windsor / Klee
- Pfitzner: Das Christelflein / Eichhorn
- Pfitzner: Palestrina / Kubelik
- Puccini: Gianni Schicchi / Patané
- Schubert: Sacred Works / Sawallisch,
- Schubert: Der Hirt auf dem Felsen / Donath
- Schubert: Masses, Etc / Sawallisch
- Schumann: Requiem, Etc / Klee,
- Schumann: Der Rose Pilgerfahrt, Op. 112, Sawallisch
- R. Strauss: Arabella / Sawallisch
- R. Strauss: Der Rosenkavalier /Solti
- Wagner: Der Ring Des Nibelungen / Karajan, Berlin Po
- Wagner: Die Meistersinger Von Nürnberg / Karajan
- Weber: Der Freischütz / Sawallisch